# Atletismo nos Jogos Olímpicos de Verão de 2008 - 20 km marcha atlética feminina
A competição feminina dos 20 km de marcha atlética nos Jogos Olímpicos de Verão de 2008 realizou-se no dia 21 de Agosto em Pequim, com chegada no Estádio Nacional.
Em 17 de novembro de 2009 o Comitê Olímpico Internacional desclassificou a grega Athanasía Tsoumeléka, nona colocada, por testar positivo no exame antidoping para a substância CERA, uma evolução da eritropoietina.

## Medalhistas
| Ouro   | RUS Olga Kaniskina  |
| Prata  | NOR Kjersti Plätzer |
| Bronze | ITA Elisa Rigaudo   |

## Recordes
Antes desta competição, os recordes mundiais e olímpicos da prova eram os seguintes:
| Tipo | Atleta            | Tempo   | Local      | Data                   |
| ---- | ----------------- | ------- | ---------- | ---------------------- |
|      | Olimpiada Ivanova | 1:25:41 | Helsínquia | 7 de agosto de 2005    |
|      | Wang Liping       | 1:29:05 | Sydney     | 28 de setembro de 2000 |

## Resultados
| Pos.              | Atleta               | País                |         | Notas                |
| ----------------- | -------------------- | ------------------- | ------- | -------------------- |
| Medalha de ouro   | Olga Kaniskina       | RUS Rússia          | 1:26:31 | Recorde olímpico     |
| Medalha de prata  | Kjersti Plätzer      | NOR Noruega         | 1:27:07 | Recorde nacional     |
| Medalha de bronze | Elisa Rigaudo        | ITA Itália          | 1:27:12 | Recorde pessoal      |
| 4                 | Liu Hong             | CHN China           | 1:27:17 | Recorde pessoal      |
| 5                 | María Vasco          | ESP Espanha         | 1:27:25 | Recorde nacional     |
| 6                 | Beatriz Pascual      | ESP Espanha         | 1:27:44 | Recorde pessoal      |
| 7                 | Olive Loughnane      | IRL Irlanda         | 1:27:45 | Recorde pessoal      |
| 8                 | Ana Cabecinha        | POR Portugal        | 1:27:46 | Recorde nacional     |
| 9                 | Vera Santos          | POR Portugal        | 1:28:14 | Recorde pessoal      |
| 10                | Ryta Turava          | BLR Bielorrússia    | 1:28:26 | Recorde da temporada |
| 11                | Tatyana Sibileva     | RUS Rússia          | 1:28:28 |                      |
| 12                | Shi Na               | CHN China           | 1:29:08 | Recorde da temporada |
| 13                | Mayumi Kawasaki      | JPN Japão           | 1:29:43 |                      |
| 14                | Sabine Zimmer        | GER Alemanha        | 1:30:19 |                      |
| 15                | Sonata Milušauskaité | LTU Lituânia        | 1:30:26 | Recorde nacional     |
| 16                | Vira Zozulya         | UKR Ucrânia         | 1:30:31 |                      |
| 17                | María José Poves     | ESP Espanha         | 1:30:52 |                      |
| 18                | Kristina Saltanovic  | LTU Lituânia        | 1:31:03 | Recorde da temporada |
| 19                | Jane Saville         | AUS Austrália       | 1:31:17 |                      |
| 20                | Sylwia Korzeniowska  | POL Polônia         | 1:31:19 |                      |
| 21                | Johanna Jackson      | GBR Grã-Bretanha    | 1:31:33 | Recorde nacional     |
| 22                | Melanie Seeger       | GER Alemanha        | 1:31:56 |                      |
| 23                | Ana Maria Groza      | ROU Romênia         | 1:32:16 |                      |
| 24                | Evaggelía Xinoú      | GRE Grécia          | 1:32:19 | Recorde pessoal      |
| 25                | Sachiko Konishi      | JPN Japão           | 1:32:21 |                      |
| 26                | Zuzana Schindlerová  | CZE República Checa | 1:32:57 | Recorde pessoal      |
| 27                | Claire Woods         | AUS Austrália       | 1:33:02 | =                    |
| 28                | Mi-Jung Kim          | KOR Coreia do Sul   | 1:33:55 |                      |
| 29                | Svetlana Tolstaya    | KAZ Cazaquistão     | 1:34:03 | Recorde da temporada |
| 30                | Joanne Dow           | USA Estados Unidos  | 1:34:15 | Recorde da temporada |
| 31                | Zuzana Malíková      | SVK Eslováquia      | 1:34:33 | Recorde da temporada |
| 32                | Sniazhana Yurchanka  | BLR Bielorrússia    | 1:35:33 |                      |
| 33                | Nadiya Prokopuk      | UKR Ucrânia         | 1:35:50 |                      |
| 34                | Sandra Zapata        | COL Colômbia        | 1:36:18 |                      |
| 35                | Johana Ordóñez       | ECU Equador         | 1:36:26 |                      |
| 36                | Tânia Spindler       | BRA Brasil          | 1:36:46 |                      |
| 37                | Veronica Colindres   | ESA El Salvador     | 1:36:52 | Recorde da temporada |
| 38                | Edina Füsti          | HUN Hungria         | 1:37:03 |                      |
| 39                | Kellie Wapshott      | AUS Austrália       | 1:37:59 |                      |
| 40                | Déspina Zapounídou   | GRE Grécia          | 1:39:11 |                      |
| 41                | Jolanta Dukure       | LAT Letônia         | 1:41:03 |                      |
| 42                | Evelyn Nuñez         | GUA Guatemala       | 1:44:13 |                      |
| -                 | Yufang Yuan          | MAS Malásia         | DNF     |                      |
| -                 | Susana Feitor        | POR Portugal        | DNF     |                      |
| -                 | Tatyana Kalmykova    | RUS Rússia          | DSQ     |                      |
| -                 | Yang Mingxia         | CHN China           | DSQ     |                      |
| -                 | Elena Ginko          | BLR Bielorrússia    | DSQ     |                      |
| -                 | Athanasía Tsoumeléka | GRE Grécia          | 1:27:54 | DSQ                  |